# Siuliban
Siuliban là một census town ở quận Dhanbad ở bang Jharkhand.

## Cơ cấu dân số
Theo kết quả cuộc điều tra dân số năm 2001 ở Ấn ĐộIndia, Siuliban có dân số 20.960. Nam giới chiếm 53% và nữ giới chiếm 47% dân số. Siuliban có tỷ lệ biết chữ 63%, cao hơn mức trung bình của cả nước là 59,5%: trong đó tỷ lệ nam giới biết chữ là 72% và nữ giới là 54%. Ở Siuliban, 14% dân số dưới 6 tuổi.